# BMW Sauber F1 Team
Ne pas confondre avec Sauber.
BMW Sauber F1 Team est une écurie de Formule 1 basée à Hinwil en Suisse qui évolue dans le championnat du monde de Formule 1 à partir de 2006. Elle est fondée à la fin de la saison 2005 après le rachat de l'écurie Sauber par le constructeur BMW, qui fournissait précédemment des moteurs à Williams. 
L'écurie décroche deux podiums et termine à la cinquième place du classement constructeur en 2006, sa première saison en Formule 1, et finit deuxième du classement constructeur 2007 après que McLaren a été exclue du championnat. Robert Kubica remporte la première et unique victoire BMW Sauber au Grand Prix du Canada 2008. 
Le 29 juillet 2009, BMW annonce son retrait de la compétition à la fin de la saison 2009 et la revente de l'écurie. Peter Sauber rachète son ancienne équipe mais son inscription au championnat du monde demeure BMW Sauber. L'équipe est rebaptisée Sauber F1 Team en 2011. 

## Historique

### La naissance de l'écurie
Déjà présent en Formule 1 en tant que motoriste sur deux périodes distinctes (de 1982 à 1987, puis de 2000 à 2005), BMW annonce en juin 2005 le rachat de l'écurie suisse Sauber, en vue de participer au championnat 2006 sous son nom propre, en tant que constructeur châssis et moteur. Mais signe d'une filiation non reniée avec Sauber, l'équipe prend en novembre le nom de BMW Sauber et décide de conserver Peter Sauber dans un rôle de consultant.

### Saison 2006

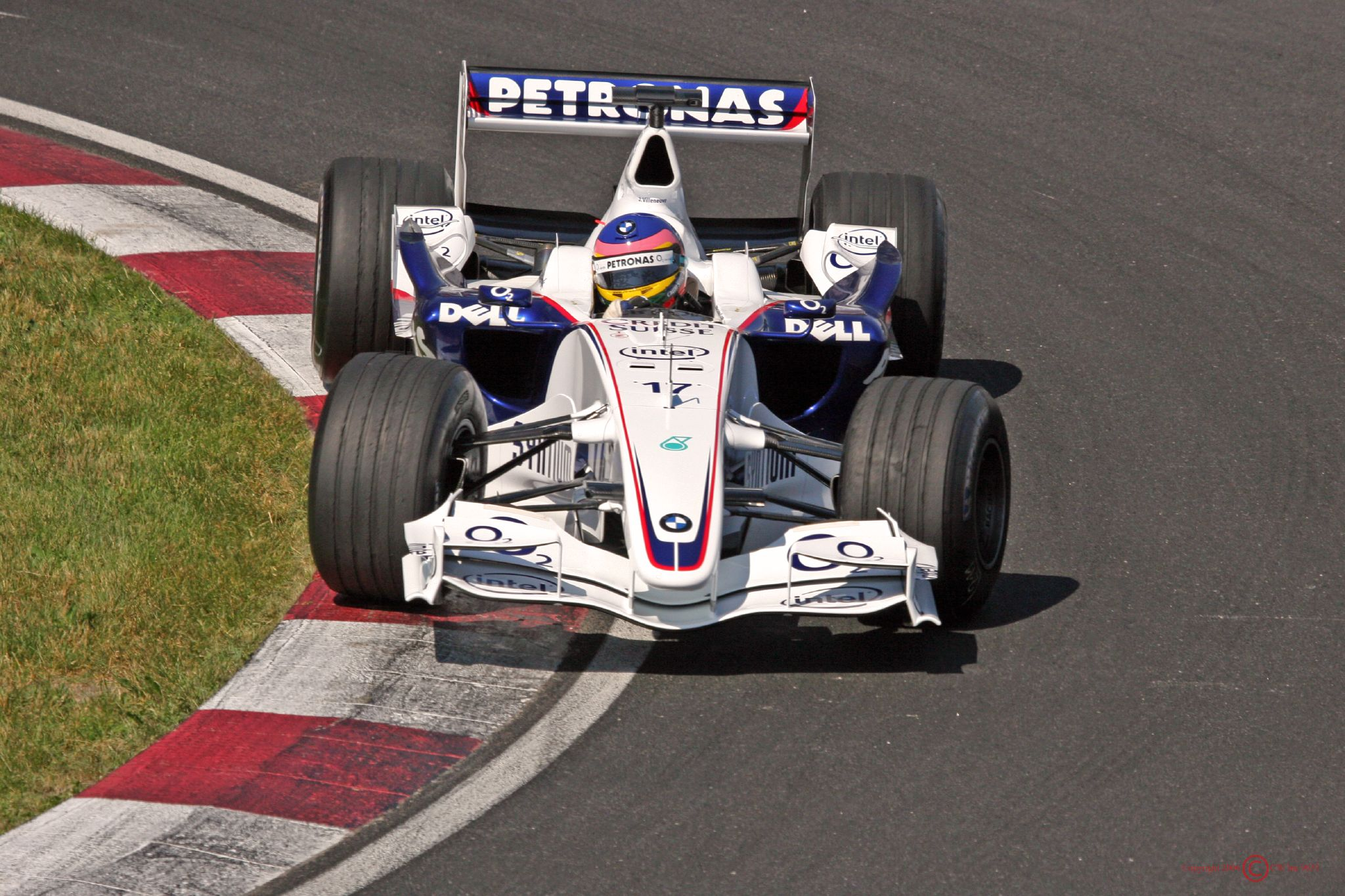
Jacques Villeneuve sur la F1.06

Pour faire débuter la BMW Sauber F1.06, BMW Sauber se tourne logiquement vers Nick Heidfeld, ancien pilote Sauber de 2001 à 2003 et pilote Williams-BMW en 2005. Quant à Jacques Villeneuve, en vertu du contrat de deux ans qui le liait à Sauber et qui s'impose à la nouvelle entité BMW Sauber, il conserve sa place, jusqu'au mois d'août 2006 où il perd son volant au profit du pilote essayeur Robert Kubica. L'écurie fait des débuts très convenables en marquant des points lors de deux tiers des épreuves et en fin de saison Heidfeld et Kubica décrochent chacun une troisième place, en Hongrie et en Italie. L'écurie termine la saison 2006 à la 5e place du championnat constructeur. L'usinage et l'assemblage du moteur V8 ont été confiés au groupe Mecachrome, connu pour ses réalisations pour Renault F1 Team.

### Saison 2007

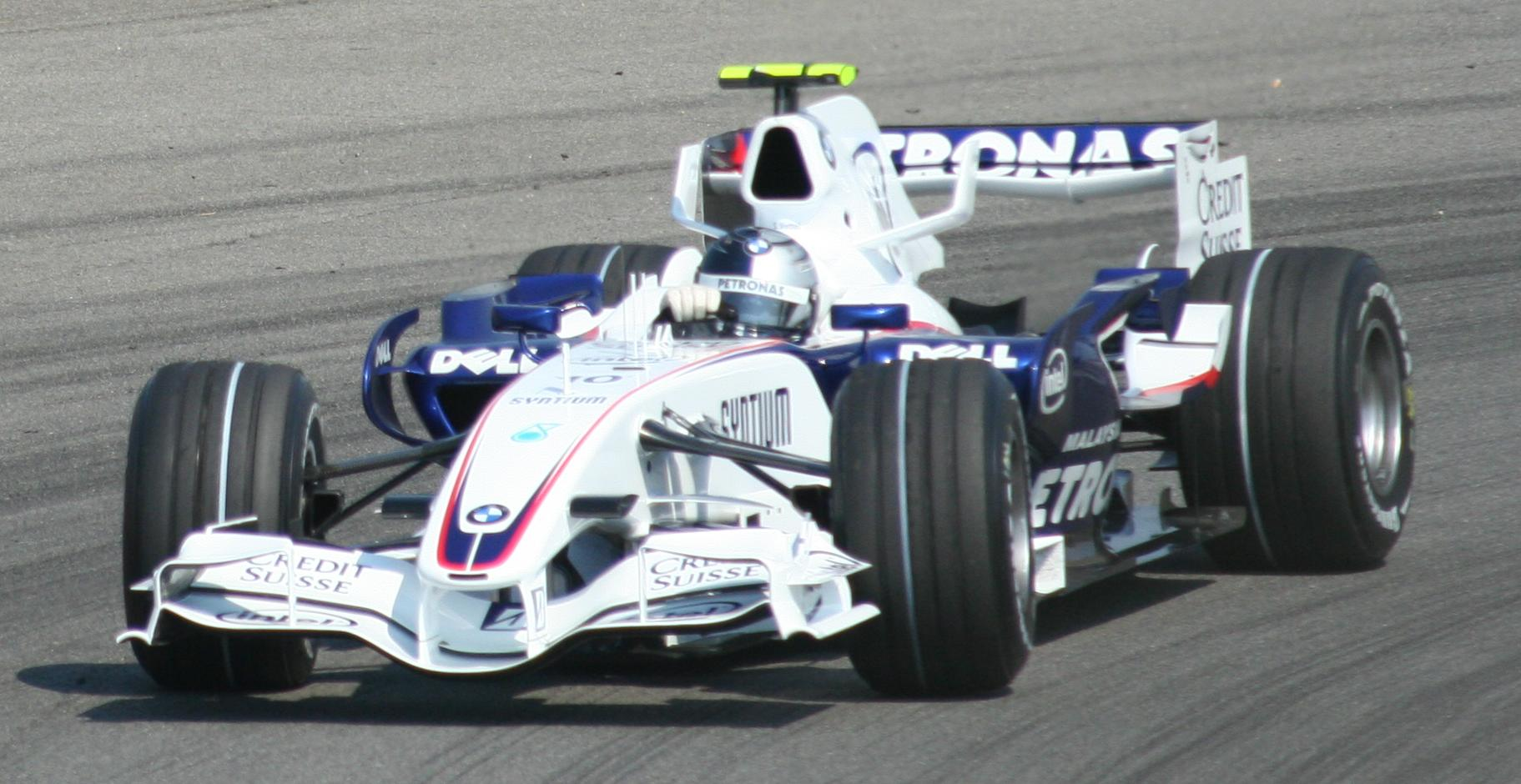
Sebastian Vettel sur la F1.07

En 2007, la saison débute de manière satisfaisante pour l'écurie puisqu'elle pointe au troisième rang du championnat constructeurs à la mi-saison. Le meilleur résultat de l'équipe est une deuxième place au GP du Canada pour Nick Heidfeld. Lors de cette même épreuve, Robert Kubica est victime d'un effroyable accident, sa monoplace frappant un muret à plus de 280 km/h avant d'effectuer un tonneau puis de terminer sa course contre le rail de sécurité. Malgré la violence de l'impact, le polonais ne souffre que d'une commotion cérébrale et d'une entorse à la cheville droite. Pour  le Grand Prix suivant, il est  remplacé par Sebastian Vettel, âgé de 19 ans seulement et protégé de Mario Theissen, le directeur de l'écurie.

### Saison 2008

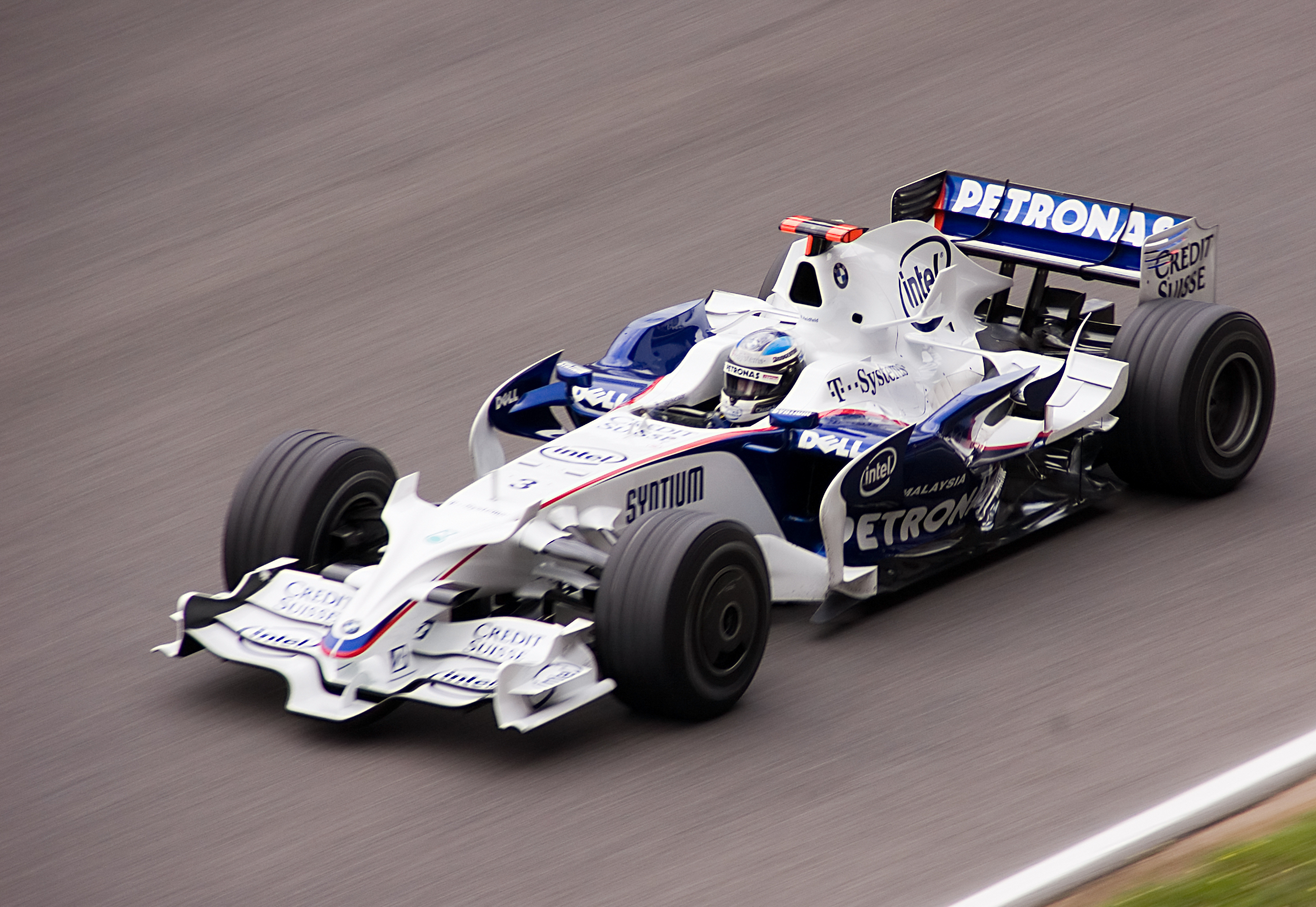
Nick Heidfeld sur la F1.08

L'écurie réalise lors des qualifications du Grand Prix de Bahreïn 2008 sa première pole position grâce à Robert Kubica. Il manque de peu de remporter le Grand Prix de Monaco. 
Au Grand Prix du Canada, Robert Kubica profite de l'accrochage dans les stands des deux leaders de l'épreuve Lewis Hamilton et Kimi Raikkönen pour remporter la première victoire de BMW devant Heidfeld qui complète ainsi le premier doublé de BMW.
Au Grand Prix de Belgique, Heidfeld décroche le podium après avoir dépassé trois monoplaces dans le dernier tour. Au Grand Prix d'Italie, Kubica signe un nouveau podium après avoir gagné huit places au cours de la course. Puis, un autre podium de Kubica arrive lors du Grand Prix du Japon.

### Saison 2009

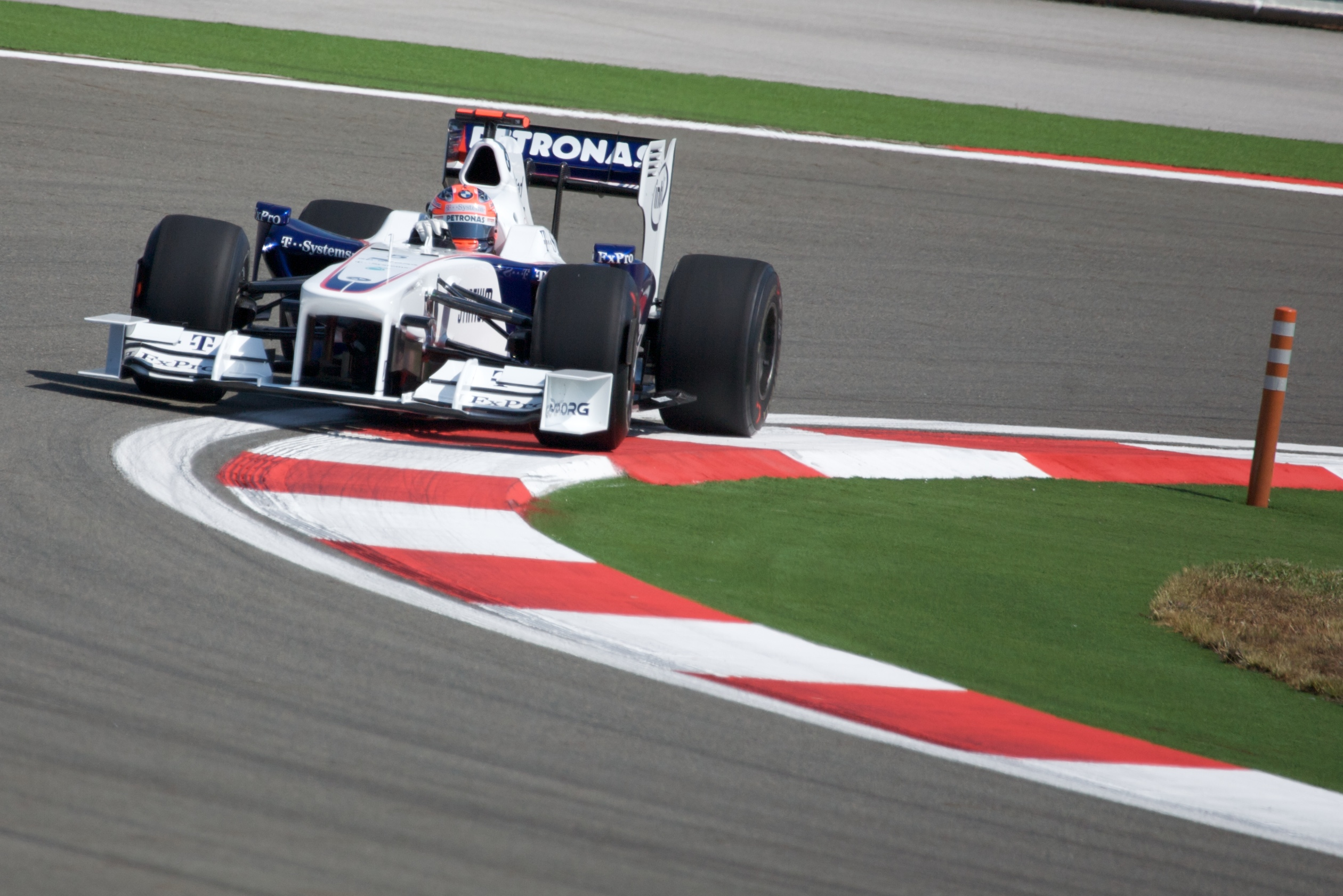
Robert Kubica sur la F1.09

Durant l'inter-saison 2008-2009, à la suite de la crise financière, BMW Sauber perd son sponsor principal, le Crédit suisse touché par la crise des subprimes du marché hypothécaire américain. "L'équipe est désormais sur la bonne voie et il est donc temps de lui dire adieu" choisit de déclarer Brady W. Dougan qui est à la tête  de cette institution. D'après certaines estimations, l'écurie recevait 17 millions de dollars par an grâce à son partenariat avec le Credit Suisse.
Après une occasion manquée au Grand Prix d'Australie, Heidfeld décroche un podium lors de la course suivante en Malaisie mais il ne reçoit que la moitié des points car la course a été interrompue au bout de 36 tours.
Le 29 juillet 2009, BMW annonce que BMW Sauber se retirera du  championnat du monde à la fin de la saison 2009.
Au Grand Prix de Belgique, après s'être qualifiés en Q3, Kubica et Heidfeld finissent respectivement quatrième et cinquième, ce qui permet à l'écurie de prendre le meilleur sur Renault au classement des constructeurs.

### 2010: retour de l'écurie sous le giron de Peter Sauber

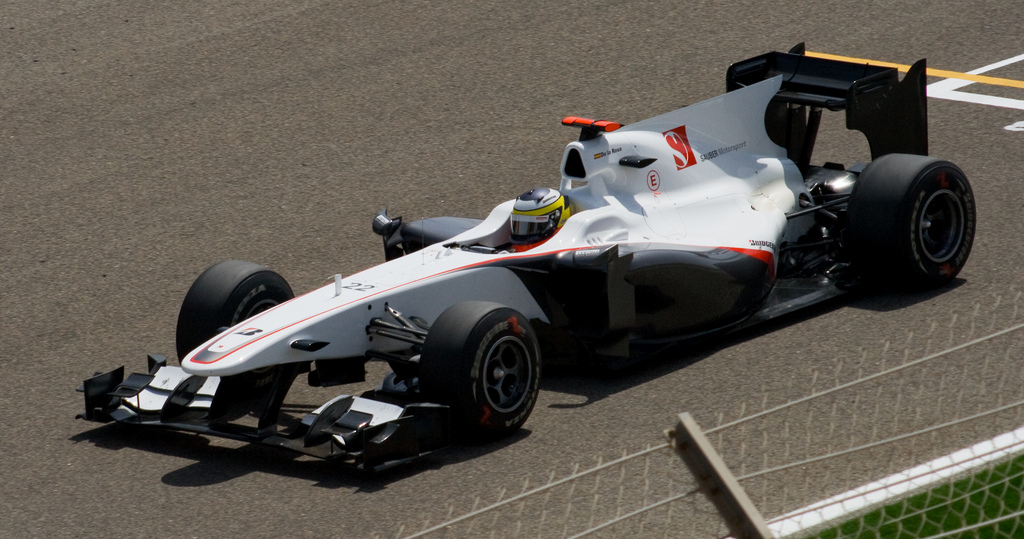
Pedro de la Rosa sur la C29 à Bahreïn

Le 29 juillet 2009, BMW décide de se désengager du championnat du monde de Formule 1 pour des raisons économiques et écologiques. Or BMW a commis l'erreur de ne pas signer les nouveaux accords Concorde et, le 15 septembre, la FIA titularise Lotus Racing comme dernière écurie en lice pour disputer le championnat 2010 : BMW se retrouve ainsi avec une « coquille vide » à vendre. Le constructeur, faute de repreneur fiable, est contraint d'entamer des négociations avec le groupe suisse Qadbak Investments, à la réputation sulfureuse. Pour résoudre le problème, la FIA envisage alors d'inscrire l'écurie en vente « sous réserve » au championnat, afin de faciliter son rachat, ce qui est une première depuis la création du championnat en 1950. 
Peter Sauber est le seul autre client potentiel mais les modalités de l'inscription contrarient sa recherche d'un commanditaire. Le retrait de Toyota F1 Team début novembre libère une dernière place. Sentant l'avenir de l'écurie menacé, BMW rompt ses négociations avec Qadbak Investments, en peine de réunir les 80 millions d'euros pour le rachat et propose à Peter Sauber de racheter son ancienne équipe, sous réserve qu'il l'inscrive au championnat du monde. Dès lors, pour faciliter les négociations, la FIA offre la 13e et dernière place à Sauber (qui n'a pourtant pas encore racheté l'écurie).
Peter Sauber annonce le rachat de son ancienne équipe mais son inscription au championnat du monde demeure BMW Sauber. En conservant ce nom, l'écurie peut bénéficier des droits commerciaux acquis en 2009. La BMW Sauber C29 sera motorisée par Ferrari.
Le 21 juin 2010, Peter Sauber demande officiellement à la Commission de la Formule 1 de la FIA l’abandon de la mention BMW dans la dénomination de son écurie. Le 23 juin, l’équipe reçoit la confirmation de la part de la FIA qu’elle perdra la mention BMW dans son nom à compter de 2011 afin de ne pas perturber le championnat en cours. BMW Sauber F1 Team restera donc l’appellation officielle de l’écurie jusqu’à la fin de la saison 2010, avant de devenir Sauber Motorsport en 2011.
Le 14 septembre 2010, Peter Sauber annonce le remplacement de Pedro de la Rosa par Nick Heidfeld à compter du Grand Prix de Singapour, le contrat est signé le 17 septembre.
L'écurie se classe huitième du championnat du monde avec 44 points.

## Résultats en championnat du monde de Formule 1
| Saison | Écurie             | Châssis          | Moteur     | Pneus       | Pilotes                                        | Grands Prix disputés | Points inscrits | Classement |
| ------ | ------------------ | ---------------- | ---------- | ----------- | ---------------------------------------------- | -------------------- | --------------- | ---------- |
| 2006   | BMW Sauber F1 Team | BMW Sauber F1.06 | V8 BMW     | Michelin    | Nick Heidfeld Jacques Villeneuve Robert Kubica | 18                   | 36              | 5e         |
| 2007   | BMW Sauber F1 Team | BMW Sauber F1.07 | V8 BMW     | Bridgestone | Nick Heidfeld Robert Kubica Sebastian Vettel   | 17                   | 101             | 2e         |
| 2008   | BMW Sauber F1 Team | BMW Sauber F1.08 | V8 BMW     | Bridgestone | Nick Heidfeld Robert Kubica                    | 18                   | 135             | 3e         |
| 2009   | BMW Sauber F1 Team | BMW Sauber F1.09 | V8 BMW     | Bridgestone | Nick Heidfeld Robert Kubica                    | 17                   | 36              | 6e         |
| 2010   | BMW Sauber F1 Team | BMW Sauber C29   | V8 Ferrari | Bridgestone | Pedro de la Rosa Kamui Kobayashi Nick Heidfeld | 19                   | 44              | 8e         |

| Saison | Écurie             | Châssis          | Moteur              | Pneumatiques | Pilotes            | Courses | Courses | Courses | Courses | Courses | Courses | Courses | Courses | Courses | Courses | Courses | Courses | Courses | Courses | Courses | Courses | Courses | Courses | Courses | Points inscrits | Classement |
| Saison | Écurie             | Châssis          | Moteur              | Pneumatiques | Pilotes            | 1       | 2       | 3       | 4       | 5       | 6       | 7       | 8       | 9       | 10      | 11      | 12      | 13      | 14      | 15      | 16      | 17      | 18      | 19      | Points inscrits | Classement |
| --- | ------------------ | ---------------- | ------------------- | ------------ | ------------------ | ------- | ------- | ------- | ------- | ------- | ------- | ------- | ------- | ------- | ------- | ------- | ------- | ------- | ------- | ------- | ------- | ------- | ------- | ------- | --------------- | ---------- |
| 2006 | BMW Sauber F1 Team | BMW Sauber F1.06 | BMW V8 P86/6        | Michelin     |                    | BAH     | MAL     | AUS     | SMR     | EUR     | ESP     | MON     | GBR     | CAN     | USA     | FRA     | ALL     | HON     | TUR     | ITA     | CHI     | JAP     | BRÉ     |         | 36              | 5e         |
| 2006 | BMW Sauber F1 Team | BMW Sauber F1.06 | BMW V8 P86/6        | Michelin     | Nick Heidfeld      | 12e     | Abd     | 4e      | 13e     | 10e     | 8e      | 7e      | 7e      | 7e      | Abd     | 8e      | Abd     | 3e      | 14e     | 8e      | 7e      | 8e      | Abd     |         | 36              | 5e         |
| 2006 | BMW Sauber F1 Team | BMW Sauber F1.06 | BMW V8 P86/6        | Michelin     | Jacques Villeneuve | Abd     | 7e      | 6e      | 12e     | 8e      | 12e     | 14e     | 8e      | Abd     | Abd     | 11e     | Abd     |         |         |         |         |         |         |         | 36              | 5e         |
| 2006 | BMW Sauber F1 Team | BMW Sauber F1.06 | BMW V8 P86/6        | Michelin     | Robert Kubica      |         |         |         |         |         |         |         |         |         |         |         |         | Dsq     | 12e     | 3e      | 13e     | 9e      | 9e      |         | 36              | 5e         |
| 2007 | BMW Sauber F1 Team | BMW Sauber F1.07 | BMW V8 P86/7        | Bridgestone  |                    | AUS     | MAL     | BHR     | ESP     | MON     | CAN     | USA     | FRA     | GBR     | EUR     | HON     | TUR     | ITA     | BEL     | JAP     | CHI     | BRÉ     |         |         | 101             | 2e         |
| 2007 | BMW Sauber F1 Team | BMW Sauber F1.07 | BMW V8 P86/7        | Bridgestone  | Nick Heidfeld      | 4e      | 4e      | 4e      | Abd     | 6e      | 2e      | Abd     | 5e      | 6e      | 6e      | 3e      | 4e      | 4e      | 5e      | 14e     | 7e      | 6e      |         |         | 101             | 2e         |
| 2007 | BMW Sauber F1 Team | BMW Sauber F1.07 | BMW V8 P86/7        | Bridgestone  | Robert Kubica      | Abd     | 18e     | 6e      | 4e      | 5e      | Abd     |         | 4e      | 4e      | 7e      | 5e      | 8e      | 5e      | 9e      | 7e      | Abd     | 5e      |         |         | 101             | 2e         |
| 2007 | BMW Sauber F1 Team | BMW Sauber F1.07 | BMW V8 P86/7        | Bridgestone  | Sebastian Vettel   |         |         |         |         |         |         | 8e      |         |         |         |         |         |         |         |         |         |         |         |         | 101             | 2e         |
| 2008 | BMW Sauber F1 Team | BMW Sauber F1.08 | BMW V8 P86/8        | Bridgestone  |                    | AUS     | MAL     | BAH     | ESP     | TUR     | MON     | CAN     | FRA     | GBR     | ALL     | HON     | EUR     | BEL     | ITA     | SIN     | JAP     | CHI     | BRÉ     |         | 135             | 3e         |
| 2008 | BMW Sauber F1 Team | BMW Sauber F1.08 | BMW V8 P86/8        | Bridgestone  | Nick Heidfeld      | 2e      | 6e      | 4e      | 9e      | 5e      | 14e     | 2e      | 13e     | 2e      | 4e      | 10e     | 9e      | 2e      | 5e      | 6e      | 9e      | 5e      | 10e     |         | 135             | 3e         |
| 2008 | BMW Sauber F1 Team | BMW Sauber F1.08 | BMW V8 P86/8        | Bridgestone  | Robert Kubica      | Abd     | 2e      | 3e      | 4e      | 4e      | 2e      | 1re     | 5e      | Abd     | 7e      | 8e      | 3e      | 6e      | 3e      | 11e     | 2e      | 6e      | 11e     |         | 135             | 3e         |
| 2009 | BMW Sauber F1 Team | BMW Sauber F1.09 | BMW V8 P86/9        | Bridgestone  |                    | AUS     | MAL **  | CHI     | BAH     | ESP     | MON     | TUR     | GBR     | ALL     | HON     | EUR     | BEL     | ITA     | SIN     | JAP     | BRÉ     | ABU     |         |         | 36              | 6e         |
| 2009 | BMW Sauber F1 Team | BMW Sauber F1.09 | BMW V8 P86/9        | Bridgestone  | Robert Kubica      | 14e*    | Abd     | 13e     | 18e     | 11e     | Abd     | 7e      | 13e     | 14e     | 13e     | 8e      | 4e      | Abd     | 8e      | 9e      | 2e      | 10e     |         |         | 36              | 6e         |
| 2009 | BMW Sauber F1 Team | BMW Sauber F1.09 | BMW V8 P86/9        | Bridgestone  | Nick Heidfeld      | 10e     | 2e      | 12e     | 19e     | 7e      | 11e     | 11e     | 15e     | 10e     | 11e     | 11e     | 5e      | 7e      | Abd     | 6e      | Abd     | 5e      |         |         | 36              | 6e         |
| 2010 | BMW Sauber F1 Team | BMW Sauber C29   | Ferrari V8 Type 056 | Bridgestone  |                    | BAH     | AUS     | MAL     | CHI     | ESP     | MON     | TUR     | CAN     | EUR     | GBR     | ALL     | HON     | BEL     | ITA     | SIN     | JAP     | COR     | BRÉ     | ABU     | 44              | 8e         |
| 2010 | BMW Sauber F1 Team | BMW Sauber C29   | Ferrari V8 Type 056 | Bridgestone  | Pedro de la Rosa   | Abd     | 12e     | Np      | Abd     | Abd     | Abd     | 11e     | Abd     | 12e     | Abd     | 14e     | 7e      | 11e     | 14e     |         |         |         |         |         | 44              | 8e         |
| 2010 | BMW Sauber F1 Team | BMW Sauber C29   | Ferrari V8 Type 056 | Bridgestone  | Nick Heidfeld      |         |         |         |         |         |         |         |         |         |         |         |         |         |         | Abd     | 8e      | 9e      | 17e     | 11e     | 44              | 8e         |
| 2010 | BMW Sauber F1 Team | BMW Sauber C29   | Ferrari V8 Type 056 | Bridgestone  | Kamui Kobayashi    | Abd     | Abd     | Abd     | Abd     | 12e     | Abd     | 10e     | Abd     | 7e      | 6e      | 11e     | 9e      | 8e      | Abd     | Abd     | 7e      | 8e      | 10e     | 14e     | 44              | 8e         |
| Légende |                    |                  |                     |              |                    |         |         |         |         |         |         |         |         |         |         |         |         |         |         |         |         |         |         |         |                 |            |
| Légende : ici |                    |                  |                     |              |                    |         |         |         |         |         |         |         |         |         |         |         |         |         |         |         |         |         |         |         |                 |            |
| - * le pilote n'a pas fini la course, mais a été classé parce qu'il a parcouru plus de 90 % de la distance de la course. - ** la moitié des points a été distribuée parce que la course a été réduite de moins de 75 % de la distance de la course. |                    |                  |                     |              |                    |         |         |         |         |         |         |         |         |         |         |         |         |         |         |         |         |         |         |         |                 |            |

## Palmarès des pilotes de BMW Sauber
| Pilote             | Grand Prix disputés | Victoires | Podiums | Points inscrits | Pole positions | Meilleur tour en course |
| ------------------ | ------------------- | --------- | ------- | --------------- | -------------- | ----------------------- |
| Robert Kubica      | 57                  | 1         | 9       | 137             | 1              | 0                       |
| Nick Heidfeld      | 75                  | 0         | 8       | 169             | 0              | 2                       |
| Jacques Villeneuve | 12                  | 0         | 0       | 7               | 0              | 0                       |
| Sebastian Vettel   | 1                   | 0         | 0       | 1               | 0              | 0                       |
| Pedro de la Rosa   | 13                  | 0         | 0       | 6               | 0              | 0                       |
| Kamui Kobayashi    | 19                  | 0         | 0       | 32              | 0              | 0                       |